# 秀傳醫療體系
秀傳醫療體系（英文：Show Chwan Health Care System）是醫師黃明和以父親之名黃秀傳創的醫療體系 目前在台灣有營運8家醫院。

## 秀傳醫療法人資訊
所屬醫院
- 彰化秀傳紀念醫院：彰化縣彰化市中山路一段542號
- 彰濱秀傳紀念醫院：彰化縣鹿港鎮鹿工路6號
- 臺南市立醫院：臺南市東區崇德路 670 號
- 高雄市立岡山醫院：高雄市岡山區壽天路12號
- 高雄秀傳紀念醫院：高雄市路竹區中山南路、北嶺六路口，2024年11月正式營運。[2]

醫療合作
- (台北)秀傳醫院：臺北市大安區光復南路116巷1號
- 竹山秀傳醫院：南投縣竹山鎮集山路二段75號
- 田中仁和醫院：彰化縣田中鎮中州路一段157號
- 卓醫院：彰化縣北斗鎮中山路１段311號
- 洪宗鄰醫院：彰化縣二林鎮中正路61號

關係企業
- 鼎澄生醫
- 傳騏動物醫院
- 秀傳運動醫學中心
- 彰秀護理之家
- 秀傳長期照顧
- 秀傳產後護理之家
- 國際厚生科技股份有限公司
- 翔生資訊股份有限公司

## 外部連結
- www.show.org.tw官方网站